# 选择性缄默症
选择性缄默症（英語：Selective mutism）是一種社交焦慮症，情緒行為障礙，患者有正常説話的能力，但在特定情境下就是說不出口。《精神疾病诊断与统计手册》把选择性缄默症描述为儿童的罕见心理失调。患有这種症狀的儿童和成人能正常说话和理解语言，但在某些社交场合却无法说话。他们其他的行为和学习能力都正常。但是症状的程度與保持時間显然与害羞相异，譬如一个小孩在学校裡完全静默，在家中却能自由说话，如有陌生人在场可能又會令小孩静默，不過如果小孩在跟朋友語音聊天的話他可能不會那麼安靜。
語言治療師會在醫院或診所診治選擇性緘默症，而有时候选择性缄默症是广泛性发展障碍或情緒障礙的症狀。
选择性缄默症常会誤诊为自闭症或亞斯伯格症候群，尤其是當患者在心理学家面前表现得特别退缩的情況下，從而可能使患者接受錯誤的治疗方法。
此症原先的英文名為elective mutism，凸显出对此症的普遍誤解，甚至心理学家也不例外：误以为患者自己决定在某些场合缄默，但实际上是他们的极度焦虑迫使他们缄默，即使想说话，也不能发出任何声音。为了表示其非自愿性，1994年，其英文名从带有自愿含义的旧名，改为中性的selective mutism。
此症的发生比例仍不清楚。由于公众极大部份不知道此症，因此很多个案並未发现。按有纪录的个案统计，发病率为1比1000。但在《美国儿童及青年精神病学院雜誌》（The Journal of the American Academy of Child and Adolescent Psychiatry）一份2002年的研究中，發生比例則高至7比1000。目前还沒有找到任何此症的病因，但有证据显示有遗传因素，女性比男性患者多（Steinhausen and Juzi, 1996）。

## 症狀

### 概要
選擇性緘默症是在特定情境下會說不出口的現象。
通常特徵有：
- 在某些期望说话的特定社交场合（例如在学校），持续无法说话，即使在其他场合能够说话。
- 此種状况影响学习或工作表现、人际沟通。
- 此種状况已持续超过一个月（不仅限于上学的第一个月）。
- 不说话的原因不是因爲对社交场合中的语言使用不了解或不习惯。
- 此種状况不适合歸為某些沟通障碍解释（例如口吃），也不仅于广泛性发展障碍、精神分裂或其他精神障碍的时候发生。

患者焦虑時通常有以下表现，可能會被誤認为無礼：
- 觉得难以保持眼神接触。
- 常常不笑，表情空白。
- 举止僵硬不自然。
- 对通常需要说话的场合，感到特别难以应付。例如学校点名、打招呼、道谢和道别。
- 比别人更易忧虑。
- 會以戴口罩來掩飾自己心裡的缺陷。
- 对噪音和人群更敏感。
- 感到难以谈论自己和表达感受。

而在积极的方面，很多患者呈现出：
- 智力和认知高于常人、好奇。
- 对他人的想法和感受敏感。
- 有很好的集中力。
- 善于辨别是非，有正义感。

## 治疗
与一般大眾看法相反，选择性缄默症患者的情况不一定在长大后改善，故年轻时即应积极接受治疗。否则，症况只会自我加剧，且患者會被视为不说话的人，這令他们更难开口。这时转换环境（如转校）到他人不知道其症状的地方，或许能有帮助。而學校方面，亦應盡可能對學生採取調適措施，例如：容許學生在需要開口說話或歌唱的評估作免考安排。
在患者處於青少年時期时治疗有可能会更困难。
强迫患者说话不会有效，且通常只会令焦虑更强烈，从而加深症状。他人常常把这表现当作出于自愿及控制性的，因为这时患者会断绝一切沟通和肢体语言，而被视为无礼。
針對性的治療方法取决于患者本身，像年龄及其他因素。通常对较年幼的患者用刺激漸消法。
一些學者认为，处方非常少量的焦虑药物可能有效，份量增多反会令症况更差。而有的學者則认为精神科药物无论份量多少，其副作用都將會危害任何患者，效果遠遠大於短暂的帮助，因此他们更主张從行为和心理方面進行治疗。

### 刺激漸消法（Stimulus Fading）
患者被带到受控的环境中，与一个他感到舒服可以对话的人一起。经由数个步骤把另一个人带进去。
这些步骤常分开不同阶段完成，把另一个人带到患者说话的圈子中，称为渗入法。首先带進去的人，往往需要较长的时间。

### 脱敏疗法（Desensitization）
先让患者以间接方法沟通，为下一步作心理预备。这些间接方法包括电话、录音讲话、电邮、网络聊天，直到他们能更直接地沟通。

### 药物治疗
有精神科醫生認為，有證據顯示抗抑鬱藥或許能有效治療選擇性緘默症的兒童，例如百憂解。雖然醫學界不少人相信，這些精神科藥物能夠減輕焦慮，讓患者能開始溝通，但有一些堅決反對給予兒童藥物治療的醫生指出行為焦慮障礙和基因的關連缺乏醫學證據。自從有藥廠遭控告秘密內部研究後，反對的意見更加強烈。這些報告指出百憂解和其他SSRI類抗抑鬱藥，增加自殺和思覺失調的風險，而且，諷刺地，藥物對大腦有害，會影響語言和正常社交發展。

## 外部連結
- Selective Mutism Group ~ Childhood Anxiety Network （页面存档备份，存于）
- Selective Mutism Anxiety Research and Treatment (SMart) Center （页面存档备份，存于）
- The Selective Mutism Treatment and Research Center （页面存档备份，存于）
- Selective Mutism Foundation （页面存档备份，存于）